# Боте, Герман

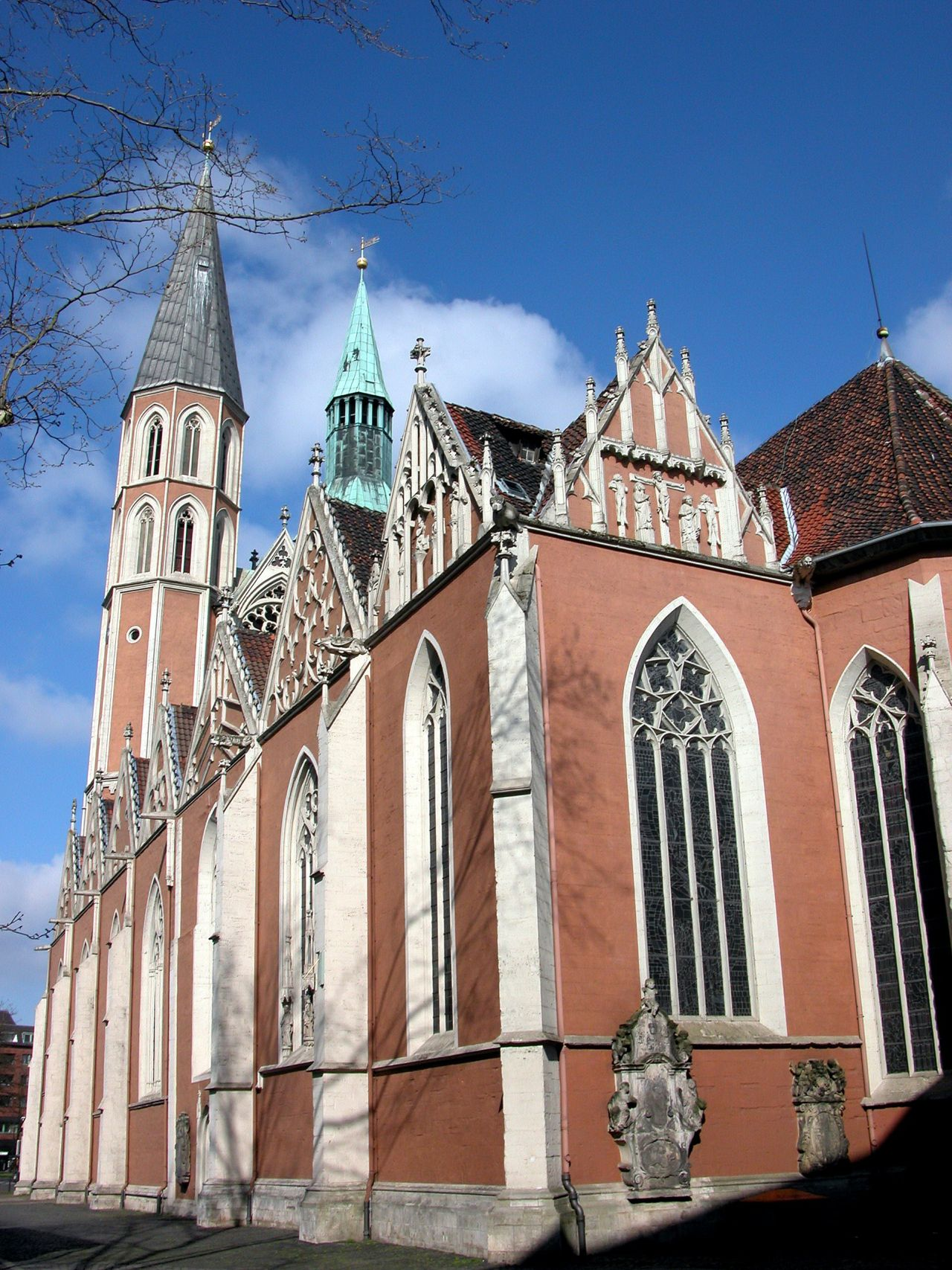
Церковь Катариненкирхе, Хаген, Брауншвейг, XIII—XIV вв.

Герман Боте, или Херманн Боте (нем. Hermann Bote, или Hermen Bote, 1450, 1460 или 1467, Хаген — между 2 июня и 11 ноября 1520, Брауншвейг) — средненижненемецкий писатель, поэт и хронист, автор «Саксонской» (1491), «Брауншвейгской» (1493) и «Ганноверской» (1518) всемирных хроник, предполагаемый автор поэмы «Рейнеке-лис» (1498) и «Занимательной книги о Тиле Уленшпигеле» (1511).

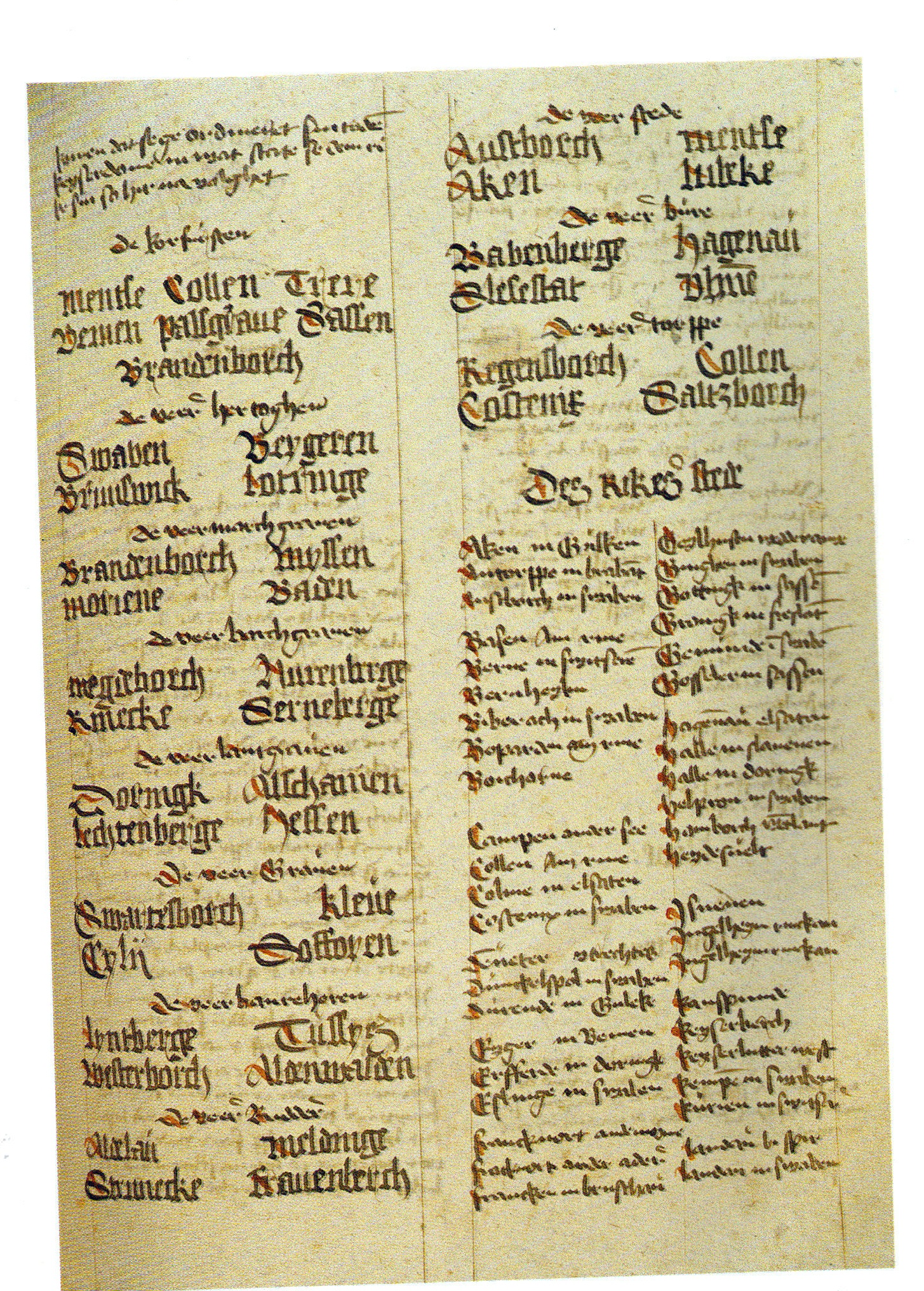
Лист рукописи «Брауншвейгской хроники» Германа Боте. Государственный архив Брауншвейга

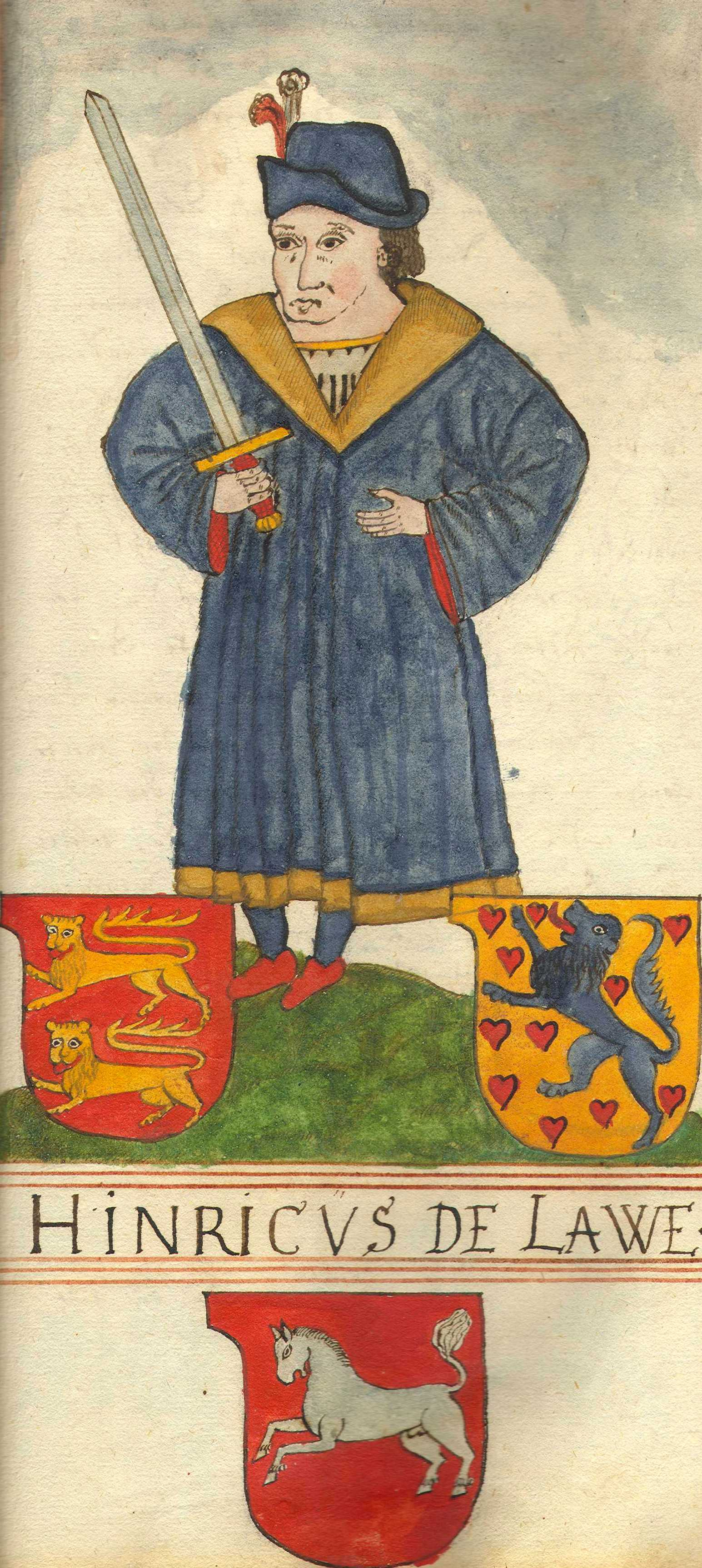
Портрет герцога Саксонии Генриха Льва из «Книги переворотов» Германа Боте (1514)

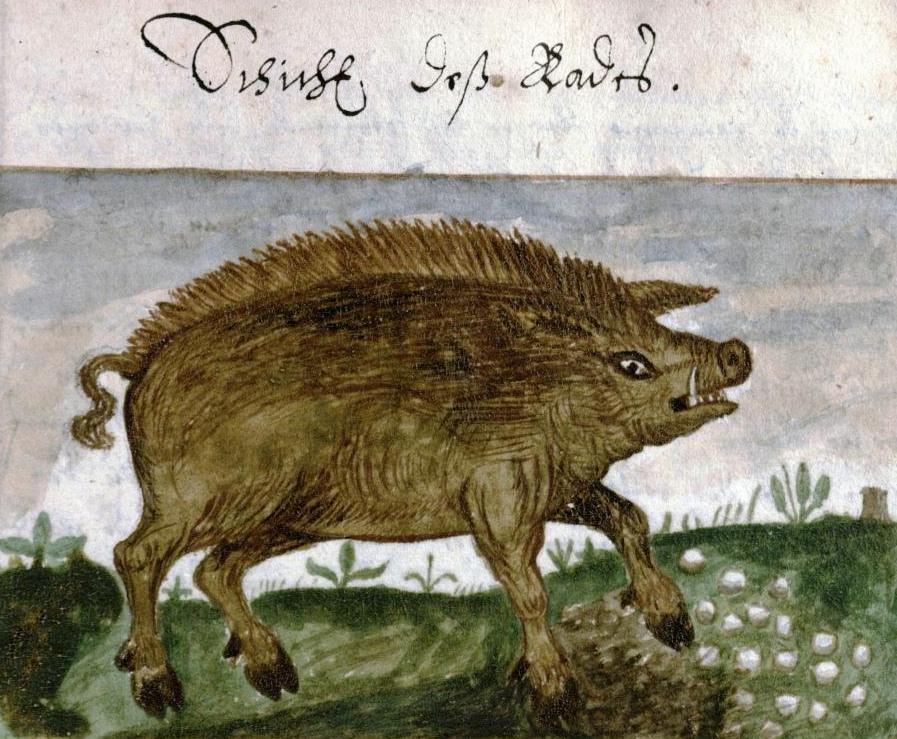
Иллюстрация из «Книги переворотов» Германа Боте (1514), представляющая собой аллегорию «великих перемен»

Юбилейная монета «500 лет книге о Тиле Уленшпигеле», выпущенная Монетным двором Баварии (2011)

## Биография
Родился в 1450-м, по другим данным, в 1460-м или 1467 году в Хагене (ныне р-н Брауншвейга) в Нижней Саксонии, в семье Арндта Боте, кузнечного мастера и члена городского совета, ремесло которого, возможно, не смог унаследовать из-за полученной в детстве травмы или увечья.
Поступив в ученики к городскому писарю, освоил его профессию, и с 1473-го, по другим данным, с 1488 года служил в таможне сборщиком налогов, затем акцизным чиновником. Сведений об образовании нет, неясно также, в какой степени владел латынью. Большинство своих произведений писал на средненижненемецком языке.
В том же 1488 году, во время народного возмущения в Брауншвейге, высмеял в сатирических стихах лидера победившей группировки бургомистра Людеке Холланта, за что подвергся изгнанию, во время которого служил сборщиком налогов в Рётгесбюттеле, а с 1493 года — земельным судьёй. По возвращении, исполнял в 1494—1496 годах должность смотрителя городских винных погребов, и лишь в 1497 году восстановлен был в должности таможенного чиновника.
За участие во вспыхнувших в 1513 году в городе из-за новых налогов беспорядках, был снова лишён своего поста, арестован и приговорен к смертной казни, но в последний момент, вероятно, благодаря чьему-то заступничеству, приговор заменён был ему домашним арестом. С 1516 года заведовал городским кирпичным заводом, вероятно, вплоть до самой своей смерти в 1520 году.
Имел двоюродного брата Конрада Боте, золотых дел мастера из Вернигероде, автора «Саксонской хроники» (нем. Sachsenchronik, или Cronecken der Sassen) от сотворения мира до 1489 года, впервые напечатанной в 1492 году в Майнце.

## Сочинения
Впервые проявил себя на литературном поприще в 1488 году в качестве автора «Брауншвейгских песен о распрях» (нем. Braunschweiger Streitlieder) — сатирических стихов, направленных против бургомистра Холланта и его сторонников. В 1492 году написал морально-дидактическое сочинение «Книга сословий» (нем. Radbuch, или Boek van veleme rade), изданное в 1493 году в Любеке, в котором подверг критике феодальные общественные порядки.
В 1488—1491 годах написал «Саксонскую всемирную хронику» (нем. Sächsen Bilderchronik), опубликованную 6 марта 1492 года в Майнце Петером Шёффером. Начиная с 1493 года составлял «Брауншвейгскую всемирную хронику» (нем. Braunschweiger Weltchronik), а в 1502—1504 годах работал над «Ганноверской всемирной хроникой» (нем. Hannoversche Weltchronik), дополнив её затем отдельными статьями до 1518 года. Изложил в них всемирную историю с упором на описание событий в Брауншвейге и других городах Ганзы. Сообщения в первой хронике начинаются с сотворения мира и обрываются 1438 годом, вторая охватывает период с 1444 по 1502 год, текст третьей, наиболее полной, значительно расширен биографиями римских пап, епископов и различными подробностями из истории Священной Римской империи и соседних стран. Основными источниками для них послужили «Императорская хроника» середины XII века, «Хроника пап и императоров» Мартина Опавского (1278) и «Брауншвейгская рифмованная хроника» конца XIII века.
Значительный интерес представляет описание в его «Саксонской хронике» дохристианских верований германцев и балтийских славян, достоверность которых, однако, вызывает сомнения у большинства современных специалистов.
Между 1503 и 1506 годами он опубликовал «Таможенную книгу» (нем. Zollbuch), посвященную налоговым тарифам в Брауншвейге, являющуюся ценным источником для исследователей финансовой системы Ганзейского союза.
Около 1510 года он составил, а в 1514 году издал «Книгу переворотов» (нем. Schichtbuch, или Schichtboick) — историческое описание шести крупнейших народных возмущений в Брауншвейге, имевших место в 1292—1294, 1374—1380 и 1445—1446 годах, «папской войны» 1413—1420 годов, а также беспорядков 1487—1489 и 1513 годов, в которых он участвовал сам. Всецело разделяя интересы городского патрициата, выступал решительным противником социальных потрясений, одним из первых в немецкой историографии подробно проанализировав валютно-финансовые, социально-экономические, политические и религиозные причины городских конфликтов.
Автограф (H 120 Extrav., ff. 1-158) и рукопись (H 101 Blankenburg) «Книги переворотов» хранятся в Библиотеке герцога Августа в Вольфенбюттеле. Научная публикация её подготовлена была брауншвейгским историком-архивистом Людвигом Гензельманном для 16 тома серии «Немецкие городские хроники», выпущенного в 1880 году в Лейпциге.
В 1514—1516 годах Боте составил краткое историческое описание местных церквей, монастырей и часовен, а также «гербовую книгу» Брауншвейга. В 1517 году издал «Корень» (нем. De Köker) — сборник афоризмов, связанных своеобразной техникой рифмования, а в 1519 году — сатирическую поэму «Streitlieder über die Hildesheimer Stiftsfehde» о вражде между Брауншвейгом и Хильдесхаймским князем-епископом.
Ему приписывается авторство поэмы «Рейнеке-лис» (нем. Reineke de Vos), написанной на нижненемецком языке на основе фламандской обработки «Романа о Лисе» и в 1498 году напечатанной в Любеке.
Традиционно считается также автором книги о фольклорном герое-трикстере Тиле Уленшпигеле (нем. Dyl Ulenspegel), реальный исторический прототип которого предположительно жил в первой половине XIV века в нижнесаксонском г. Кнайтлингене — «Занимательное сочинение о плуте Тиле, родившемся в земле Брауншвейг, о том, как сложилась жизнь его…» (нем. Ein kurtzweilig Lesen von Dyl Ulenspiegel, geboren uß dem Land zu Brunßwick, wie er sein leben volbracht hat…). Это написанное в 1500—1502 годах и впервые напечатанное в 1515 году в Страсбурге Иоганном Грюнингером собрание литературно обработанных народных шванков быстро сделалось подлинным бестселлером и за 30 лет выдержало не менее 35 переизданий, а в литературе нового времени послужило источником для произведений Иоганна Нестроя, Шарля де Костера и др. Несмотря на то, что ранняя версия текста этого сочинения содержит довольно «прозрачный» акростих <ERMANB>, авторство Боте до сих пор оспаривается рядом исследователей.
Около 1500 года нарисовал чернилами план городских укреплений Ганновера, который хранится ныне в составе рукописи «Ганноверской всемирной хроники» в Государственном архиве Брауншвейга (H VI 1, Nr. 28). Автограф этой хроники находится в собрании Государственной библиотеки Нижней Саксонии в Ганновере.

## Публикации
- Рейнеке-лис: Поэма XV века / Пер. Л. В. Гинзбурга. — М.: Художественная литература, 1978. — 270 с.
- Прекрасная Магелона. Фортунат. Тиль Уленшпигель. Немецкие народные книги / Пред. Б. И. Пуришева. Пер. Н. А. Москалевой и Р. В. Френкель. — М.: Наука, 1986. — 312 с. — (Литературные памятники).
- Das Schichtbuch // Die Chroniken der niedersächsischen Städte. Braunschweig, hrsg. von L. Hänselmann. — Band II. — Leipzig: S. Hirzel, 1880. — S. 299-493. — (Chroniken der deutschen Städte, 16).
- Auswahl aus den Werken von Hermann Bote // Texte zur deutschen Philologie und Literaturgeschichte, hrsg. von G. Cordes. — Wolfenbüttel-Hannover, 1948.
- Anhang zu Botes Hannoverscher Weltchronik. Abbildung mit Edition und Übersetzung, hrsg. von H.-L. Worm // Wolfenbütteler Forschungen. — Band 37. — Wiesbaden, 1987. — pp. 31-67.
- Hermen Botes Radbuch: In Abbildung des Druckes L ca. 1492/93. — Göppingen: Kümmerle Verlag, 1985. — 165 p. — ISBN 978-3-87452-656-2.